# Borgo di Terzo
Borgo di Terzo là một đô thị ở tỉnh Bergamo, Lombardia, bắc nước Ý.

## Các đô thị giáp ranh
- Albino
- Entratico
- Vigano San Martino
- Berzo San Fermo
- Luzzana